# لولوبة خضراء
لولوبة خضراء (الاسم العلمي:Spiranthes viridis) هي نوع غير مؤكد من النباتات يتبع جنس اللولوبة من الفصيلة السحلبية.